# Saprosites fodori
Saprosites fodori är en skalbaggsart som beskrevs av S. Endrödi 1951. Saprosites fodori ingår i släktet Saprosites och familjen Aphodiidae. Inga underarter finns listade i Catalogue of Life.